# 那賀川町八幡
那賀川町八幡（なかがわちょうやわた）は、徳島県阿南市の大字。2010年10月1日現在の人口は176人、世帯数は57世帯。郵便番号は〒779-1122。

## 地理
阿南市の北部に位置。南西は羽ノ浦町中庄、西は那賀川町黒地、北は那賀川町敷地、東は那賀川町今津浦・那賀川町手島に接する。
稲作中心でほとんどが兼業農家の純農村地帯であるが、キュウリ・イチゴ等の施設園芸に取り組む農家もある。

### 河川
- 幾島川

### 小字
- 池田
- 石川原
- 石塚
- 大久保
- 川ノ上
- 高原
- 中塚
- 船付
- 前川
- 柳ノ本

## 歴史
2006年（平成18年）3月20日に那賀郡那賀川町が阿南市と合併し、阿南市那賀川町八幡になる。

## 施設
- 和光寺 – 柳ノ本16。高野山真言宗[2]
- 八幡神社 – 石川原32
- 神応寺[3] – 石川原49-2。高野山真言宗[4]。白衣観音、四国三十三観音霊場6番、阿波国八門首（阿波八本寺）。

## 交通

### 道路
都道府県道
- 徳島県道275号敷地羽ノ浦線